# Ито (город)
Ито́ (яп. 伊東市 Ито:-си) — город в Японии, находящийся в префектуре Сидзуока. Площадь города составляет 124,13 км², население — 69 173 человека (1 августа 2014), плотность населения — 557,26 чел./км².

## Географическое положение
Город расположен на острове Хонсю в префектуре Сидзуока региона Тюбу. С ним граничат города Атами, Идзу, Идзунокуни и посёлок Хигасиидзу.

## Население
Население города составляет 69 173 человека (1 августа 2014), а плотность — 557,26 чел./км². Изменение численности населения с 1980 по 2005 годы:
| 1980 | 69 638 чел. |  |
| 1985 | 70 197 чел. |  |
| 1990 | 71 223 чел. |  |
| 1995 | 72 287 чел. |  |
| 2000 | 71 720 чел. |  |
| 2005 | 72 441 чел. |  |

## Символика
Деревом города считается камелия, цветком — камелия, птицей — синий каменный дрозд.